# Жетыбай (Мангистауская область)
Жетыбай (каз. Жетібай) — село (ранее посёлок) в Каракиянском районе в Мангистауской области, Казахстана. Административный центр и единственный населённый пункт Жетыбайской поселковой администрации.
Посёлок связан с нефтегазовым месторождением Жетыбай. Неподалёку от населённого пункта также находится Жетыбайское месторождение известняка. Постоянные водотоки и водоёмы отсутствуют. Растительность пустынная, разреженная. Климат резко континентальный, крайне засушливый.

## Население
В 1999 году население посёлка составляло 9153 человека (4565 мужчин и 4588 женщин). По данным переписи 2009 года, в посёлке проживало 11 326 человек (5763 мужчины и 5563 женщины).

## История
Жетыбай основан в 1960 году как посёлок нефтяников, работающих на недавно открытом Жетыбайском месторождении. В 2013 году статус понижен до аула.

## Инфраструктура
В населённом пункте размещены филиалы нефтяной компании «Мангистаумунайгаз»: «Жетыбаймунайгаз», «Мангыстаугеология» и др.
Через Жетыбай проходят автомобильные дороги Актау — Жанаозен, Каракия — Жетыбай-Шетпе. К югу от Жетыбая, через аул Мунайшы, проложена железная дорога Актау—Жанаозен. Водоснабжение осуществляется через магистральный водопровод Жетыбай — Омирзак протяжённостью 72 км, строительство которого осуществлялось в 1984—1992 гг.

## Галерея
- Мечеть